# Maquetació

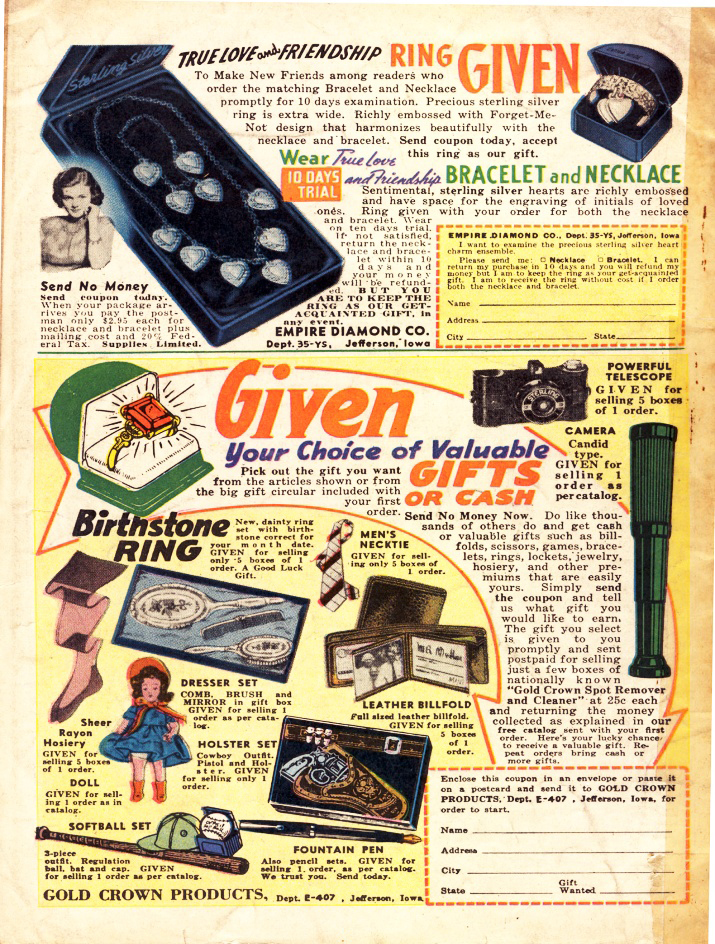
Maquetació a l'estil estatunidenc dels anys 40

En el disseny editorial, la maquetació és la composició de text, imatge o altres elements en les pàgines de mitjans impresos i electrònics, com a llibres, diaris i revistes.
Estrictament, l'acte de maquetar tan sols es relaciona amb la distribució dels elements en un espai determinat de la pàgina, mentre que el disseny editorial inclou fases més àmplies del procés, des del projecte gràfic, fins als processos de producció denominats prepremsa (preparació per a impressió), premsa (impressió) i postpremsa (enllestits). Tot i això, usualment tot l'aspecte gràfic de l'activitat editorial i periodística es coneix pel terme maquetació.
En el cas d'un diari, la maquetació segueix els objectius i línies gràfiques i editorials d'aquest imprès. Les principals línies editorials per a la maquetació d'un diari inclouen la jerarquització dels articles per ordre d'importància. Les consideracions gràfiques inclouen la intel·ligibilitat o "llegibilitat" i la incorporació balancejada i no-obstructiva dels anuncis publicitaris.
L'edició incorpora principis del disseny gràfic que, alhora, és una professió independent o present en llicenciatures relacionades amb el disseny, més enllà de ser una disciplina que fa part del currículum de professions com el periodisme, la publicitat i alguns cursos d'arquitectura a universitats i facultats. Altres termes que serveixen per referir-se al procés de maquetació són: layout, mockup o pasteup.